# Буйкис, Ян Янович
Ян Я́нович Бу́йкис (латыш. Jānis Buiķis 8 февраля 1895, населённый пункт Акнисте, Новоалександровский уезд, Ковенская губерния — 1972, Москва) — один из латышских стрелков, чекист, разведчик. Агент ВЧК, сыгравший одну из ключевых ролей в деле разоблачения и устранения нашумевшего «заговора Локкарта», созревшего к лету 1918 года.

## Биография

### Ранний период
Латыш по происхождению, Янис Буйкис родился в крестьянском хозяйстве в семье средней зажиточности. Был призван в царскую армию перед Первой мировой войной. Во время войны ему удалось окончить школу вольноопределяющихся. Вскоре начинающий военный получил должность подпоручика в Восьмом Вольмарском латышском стрелковом полку. В ходе боевых действий осени-зимы 1916 года, которые получили название бои на Острове смерти, будущий агент разведки Советской России Буйкис испытал разочарование в российской армии, перейдя на сторону тех латышских стрелков, которые стали бороться за победу большевистского движения в бывших губерниях Российской империи. К середине 1917 года таких стало ещё больше, поскольку скептические настроения в среде латышских военных подразделений только нарастали.

### Начало работы в ВЧК
После революционных событий Февраля 1917 года Яна Буйкиса назначают председателем полкового товарищеского суда. Вскоре Буйкису предоставилась возможность официально оформить свои политические симпатии, что он и сделал, вступив в РСДРП(б) в начале июня 1917 года. Октябрьская революция ещё более укрепила большевистское мировоззрение Яниса Буйкиса, открыв перед ним широкие перспективы карьерного роста при новой политической модели, чем он не преминет воспользоваться в будущем. Итак, в марте 1918 года латышская секция московской партийной организации РСДРП(б) принимает решение направить Буйкиса на ответственную работу в органы ВЧК, посчитав, что именно перспективному и предприимчивому Буйкису удастся справиться с возлагаемыми на него обязанностями. Вскоре Ян Янович Буйкис получает серьёзное назначение на пост комиссара ВЧК, и в этой должности он примет активное участие в ликвидации нашумевшей банды Андреева. Именно после этой поворотной операции он окончательно обратит на себя внимание всемогущего Железного Феликса, руководителя Всероссийской чрезвычайной комиссии.

### Разоблачение «заговора Локкарта»

#### Предыстория
К лету 1918 года возникла угроза осуществления одного из контрреволюционных заговоров, на которые была так богата Россия после Октября 1917 года. Нити этого крупного заговора вели к генеральному консулу Великобритании в Москве Роберту Брюсу Локкарту, который занимал эту должность с 1912 по 1917 год, при этом посольский работник активно совмещал свою дипломатическую миссию с разведывательной деятельностью, что было в порядке вещей. В конце 1917 года его неожиданно отзывают в Лондон, а в январе 1918 года он возвращается. Формально он не подчиняется внешнеполитическому ведомству Туманного Альбиона, однако тем не менее он наделён рядом официальных дипломатических привилегий — своего рода «свободный художник» в амплуа дипломата.
Основная задача, поставленная перед ним шефами его ведомства — различными методами воздействовать на Советское правительство с тем, чтобы оно во что бы то ни стало продолжило военные действия против Германии. Помимо первой, более-менее официальной задачи, которая особенно не конспирировалась исполнителями, существовала менее официальная — возглавить антисоветский заговор с целью свержения правительства Владимира Ильича Ленина. Вскоре оформилось ядро готовящегося заговора — помимо Роберта Локкарта его составили агент американской разведки Дью Клинтон Пул, английский разведчик Сидней Рейли, который впоследствии приобретёт славу в качестве интернационального шпиона-авантюриста, готового на всё. Таким образом, именно Локкарт и Рейли функционировали в роли финансовых посредников между английским разведывательным управлением и различными антисоветскими группировками и организациями, сидевшими в глубоком подполье, которые дожидались удобного часа для начала этапа открытой вооружённой борьбы против Советской власти.
Сперва заговорщикам как будто сопутствовала удача, поскольку им удалось выйти на деятелей «Союза защиты родины и свободы», который имел ярко выраженную антисоветскую направленность — его возглавляли профессиональный российский революционер Борис Савинков, публицист и писатель, вдохновитель многих эсеровских террористических актов в 1910-е, а также начальник штаба Перхуров, имевший чин полковника. Однако советские органы внутренней разведки оказались бдительными, и ряд участников контрреволюционной силы подверглись аресту в одну ночь. Однако заговорщики не теряли времени даром, поэтому к началу лета 1918 года председатель ВЧК Феликс Эдмундович Дзержинский вызывает к себе Яна Яновича Буйкиса и другого латышского стрелка Спрогиса (естественно, предварительно наведя о них справки), после чего тут же ставит перед ними задачу внедрения в одну из петроградских контрреволюционных организаций с целью разоблачения руководителей заговора.

#### Шмидхен
Ян Буйкис, сразу приступивший к выполнению нелёгкого задания, которое он должен был выполнить в паре со Спрогисом, получил псевдоним Шмидхен. Напарник также действовал под вымышленным именем. Следующие две недели прошли в очень напряжённой и неблагодарной работе — Шмидхен и товарищ усиленно дефилировали по улицам Петрограда, встречались с чиновниками и офицерами, которые по внешним показателям могли вызвать подозрения, водя их в рестораны и кафе с целью выведать у них информацию о потенциальном участии в организациях антибольшевитского подполья путём ненавязчивых расспросов. Однако на начальном этапе эта деятельность не увенчалась желаемым успехом. Разочаровавшиеся Шмидхен и Спргис возвращаются в Москву, в ставку к Дзержинскому, и тот, выслушав оправдания разведчиков, безапелляционно велит им продолжать поиски. Через короткое время старания пары оказались вознаграждёнными — Шмидхен и Спрогис посещают морской клуб, в котором удачно завязывают знакомство с офицерами морского флота, которые имели непосредственное отношение к зревшему заговору.
Постепенно между законспирированными стрелками и морскими офицерами оформились тесные дружеские отношения. По-видимому, моряки присматривались к стрелкам, проверяя их на надёжность. И через два месяца вошедшим в доверие напарникам было гостеприимно предложено прийти на встречу с морским атташе посольства Соединённого королевства мистером Кроми, который являлся одним из фактических координаторов антисоветского заговора. Кроми занимал должность ближайшего помощника Роберта Локкарта, но он тщательно скрывал свою конспиративную деятельность, в регулярных официальных и неформальных разговорах с советскими чиновниками неустанно подчёркивая, что призван исполнить благородную миссию спасения «многострадального» русского флота от немецких захватчиков.
Шмидхен и Спрогис, представившиеся русскими офицерами, поддерживающими контакты с латышскими красными стрелками, произвели на бывалого моряка Кроми благоприятное впечатление — на встрече присутствовал и Сидней Рейли, который оценил деловые качества агентов и посоветовал Кроми отправить их в Москву на знакомство с Локкартом. Кроми передал Рейли пакет с рекомендательными письмами для английского дипломата, координировавшего нити заговора из Москвы. Естественно, в тот же вечер письмо лежало на столе у Железного Феликса, но на следующий день ранним утром агенты ВЧК предстали перед Локкартом, который, ознакомившись с посланием из Петрограда тут же проникся доверием к парням, поскольку в нём фигурировали данные, которые были известны лишь Локкарту и Кроми. В разговоре с Робертом Брюсом Шмидхен подчёркивал мысль о том, что множество латышских стрелков за последний год успели кардинально разочароваться в большевизме, не ощутив положительного эффекта от прихода тех к власти. При этом он заявил, что большая их часть без колебаний согласиться перейти на сторону новой политической силы (под этим подразумевались союзники), которая провозгласила бы антибольшевистские идеологические установки.
Несколько встречи Локкарт всё ещё присматривался к Шмидхену, а в третий раз попросил агента свести его с проверенным лицом, занимающим важный пост в организации латышских стрелков. ФД дал указание свести Локкарта с Эдуардом Петровичем Берзиным, командиром Особого легиона Латышских красных стрелков, который некоторое время назад должен был нести охрану Кремля. В то же время Шмидхен высказал предложение Дзержинскому познакомить Локкарта с генералом Пулем, который принял на себя командование подразделениями союзников в районе Архангельска, соблазнив Роберта сведениями о том, что войсковые формирования стрелков при необходимости готовы перейти на сторону англичан на Архангельском фронте. Руководителем ВЧК был сделан тонкий расчёт на то, что Локкарт не захочет напрямую знакомиться с Пулем, поэтому он снарядит в Архангельск Шмидхена с рекомендательным письмом — к радости ФД, Спрогиса и Шмидхена так и произошло.

### Раскрытие
Таким образом, благодаря искусной агентурной игре Шмидхена и его напарника Спрогиса после 23 августа 1918 года (когда состоялось одно из последних заседаний иностранных дипломатов, участников заговора Локкарта) был раскрыт и обезврежен ровно через неделю. В то же время кровавые события 30 августа 1918 года (покушение на Ленина и убийство Урицкого) катализировали деятельность ВЧК по предотвращению более опасных последствий заговора дипломатов. Рано утром 31 августа чекисты оцепили здание британского консульства в Петрограде, при этом операция по взятию консульства прошла весьма драматично. Морской атташе Кроми решил открыть огонь — в ходе длительной перестрелки один из сотрудников ВЧК был убит, но в итоге Кроми также получил смертельное ранение.
В ночь на 1 сентября был арестован сам идейный вдохновитель и координатор заговора господин Локкарт. Ещё вечером 31 августа члены конспиративной дипломатической организации (англичанин Джордж Хилл, главный представитель американского бизнеса в России Каламатиано, французский разведчик и военный Анри Вертамон и другие) были арестованы.
Кстати, любопытный факт — фактически никто из заговорщиков так и не узнал о роковой разоблачительной роли Буйкиса-Шмидхена в провале заговора Локкарта. Когда проходил суд над мистером Каламатиано, его представитель в суде искренне возмущался, почему вместе с остальными организаторами антисоветского заговора на скамье подсудимых не сидит злополучный Шмидхен, который исполнил активную роль, связав дипломатов-конспираторов с командирской верхушкой латышских красных стрелков.

### Продолжение карьеры
С 1919 по 1922 год Буйкис занимал пост сотрудника Особых отделов ВЧК/ОГПУ на Украине. Он лично принимал участие в боях с бандформированиями мятежных белополяков, также занимаясь кабинетной работой с целью усмирения бунта кулаков на Галичине. Сам Буйкис лично принимал участие в боях с восставшими, также приложил максимум усилий для подавления антисоветского восстания в Подольской губернии. Банда Шепеля, банда Медведя, банда Гаевого — все эти военизированные организации анархистского толка были побеждены благодаря четырёхлетней насыщенной деятельности Яна Яновича Буйкиса.
В июне 1922 года Буйкис переводится на работу в Центральный аппарат ОГПУ в Москве.
С конца 1922 по 1938 год Буйкис — один из ведущих сотрудников ИНО ОГПУ НКВД СССР, он становится помощником начальника отделения, его высоко ценит руководство по причине большого опыта в разведдеятельности и борьбе с антисоветским подпольем на Украине начала 1920-х.
В 1938 году был арестован, долгое время находился в заключении.
В 1950 году был реабилитирован, его восстановили в партии. Получил звание пенсионера всесоюзного значения.
Похоронен на Введенском кладбище (29 уч.).

## Дополнительные сведения
- В статье, как и во всех материалах о «заговоре Локкарта», начиная с 1966 г., допущены фактические ошибки, связанные с фальсификацией личности Шмидхена начальником пресс-бюро КГБ полковником В.Кравченко.[1]